# 茨木政彦
茨木 政彦（いばらき まさひこ、1957年 - ）は、漫画雑誌編集者。三重県津市出身。週刊少年ジャンプ8代目編集長、およびジャンプスクエアの初代編集長。

## 略歴
三重県立津高等学校を経て、早稲田大学政治経済学部卒業。大学卒業後の1980年4月に集英社に入社、週刊少年ジャンプ編集部へ配属される。徳弘正也『シェイプアップ乱』、えんどコイチ『ついでにとんちんかん』、にわのまこと『THE MOMOTAROH』、土方茂（小畑健）『CYBORGじいちゃんG』、高橋ゆたか『ボンボン坂高校演劇部』などギャグ漫画を主に担当した。ジャンプの新人ギャグ漫画賞の1つであるGAGキングの設立者や森田まさのりの初代担当でもあった。堀江信彦、鳥嶋和彦、高橋俊昌が編集長であった時代には週刊少年ジャンプの副編集長を務めている。
2003年12号より、急逝した後輩・高橋俊昌の後任として、週刊少年ジャンプ編集部の編集長に就任。集英社第3編集部次長兼務。2007年11月に「ジャンプスクエア」を創刊するため、ジャンプスクエア編集部の編集長を兼任で就任。2008年4月に、ジャンプスクエア編集部の編集長に専任となる。その後、集英社第3編集部部長、ライツ事業部部長、デジタル事業部部長などを歴任。2018年現在は集英社常務取締役、小学館集英社プロダクション取締役。

## 人物
- 編集者を目指したのは、通っていた予備校の講師が出版関係者であったため興味を持ったことと、ネクタイをしない自由な服装で仕事ができるからというもの。週刊少年ジャンプ編集部の編集長となってもジーンズで出社するほどである。
- 編集長に就任後は、絵よりギャグ・ストーリーの質を重視した編集方針を貫く一方、新人の読切を積極的に掲載したり、2020年現在も継続中である「金未来杯」を開催するなどこれまでの「週刊少年ジャンプ」を支えた「新人発掘」を積極的に行っていた。
- インタビューにて「（ジャンプの）女性読者が増えているが、これまで通り小中学生に向けた誌面作りをしていく」という旨のコメントをしている。

## モデルとなったキャラクター
編集担当時代に担当した作家の連載作品中には彼がモデルとなったキャラクターがいくつか登場している。いずれも茨木を模して小さな目と、作品によっては口元の髭が特徴。
- 『シェイプアップ乱』では、徳弘正也の担当者・マッチ茨木として登場する。
- 『キン肉マン』28巻特別ふろくキン肉マン激闘グラフィックの超人フォーカスのコーナーに「茨木政彦（28）」と、写真の投稿者として名前が使われている。
- 『ついでにとんちんかん』では怪盗とんちんかんに度々高価 (?) な物を盗まれる大富豪「茨木氏（イバちゃん）」として登場。
- 『THE MOMOTAROH』ではプロレス試合のレフェリーとして登場する。
- 『究極!!変態仮面』では高級レストランの店員として働いている。（ただしその背中には、SMの鞭で受けた傷をステーキの焼き加減の例に見立てている）。
- 『世紀末リーダー伝たけし!』に、彼や編集者たちをモデルにした詐欺グループが登場。
- 『銀魂』では何度かゲスト出演している（それぞれ違う役柄での登場だが、空知英秋の当時の担当者・大西とセットで出ることが多い）。
- 『太臓もて王サーガ』では、私立ドキドキ学園・学園長のモデル。
- また、『メゾン・ド・ペンギン』では編集長の水着グラビアが描かれたが、このネタに編集長が激怒し打ち切り理由の一つになったと言われている（これはギャグである）。
- 『バクマン。』では茨木政彦本人として登場。週刊少年ジャンプの新年パーティにおいて、週刊少年ジャンプ連載中の漫画家をジャンプスクエアへ勧誘する編集長として漫画内に何度か登場している。ある回のアオリ文では「恐るべき茨木編集長の謀略…!!」と書かれた。
- 『いぬまるだしっ』では同名異字のキャラクターが逮捕された変質者として登場していたり、上記『バクマン。』のパロディとして、いろはの書いた漫画を見て彼女をスカウトしようとした（その時のたまこのツッコミも「恐るべき茨木編集長の謀略…!!」である）。